# تأشيرة هجرة التنوع

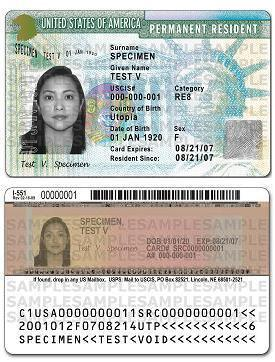
البطاقة الخضراء

برنامج تأشيرة هجرة التنوع أو الهجرة العشوائية هو قرعة سنوية للحصول على رخصة الإقامة الدائمة والمعروفة باسم البطاقة الخضراء (بالإنجليزية: Green Card)‏ في الولايات المتحدة الأمريكية بتفويض من الكونغرس وتديره وزارة الخارجية الأمريكية.
هو برنامج ينظم في كل عام، وتمنح حكومة الولايات المتحدة الأمريكية 55,000 تأشيرة فيزا للأفراد من الدول المؤهلة أي الدولة المسموح لأفرادها بالتقديم على القرعة لنفس العام للمشاركة من أجل العمل أوالدراسة أو العيش في الولايات المتحدة الأمريكية وذلك ضمن برنامج الهجرة العشوائي للحصول على البطاقة الدائمة الجرين كارد.
DV هي اختصار لـ Diversity Visa أي تأشيرة التنوع، وترجع تسميتها بهذا الاسم إلى السنة المالية التي توزع فيها الحكومة الأمريكية بطاقات الجرين كارد.
يستطيع الحاصلون على الجرين كارد السفر بحرية تامة من وإلى الولايات المتحدة لأنهم يعتبرون مثل المواطنين الدائمين على أرض الولايات المتحدة ويحق لهم بشكل قانوني العمل والاستفادة من خدمات الصحة والتعليم والضرائب والتقاعد والضمان الاجتماعي وغيرها من المساعدات، وبعد ذلك يمكن لحاملي بطاقة الجرين كارد التقدم للحصول على الجنسية الأمريكية دون أن يفقدوا جنسيتهم الحاصلين عليها من بلدهم التي ولدوا فيها، وتعتبر بطاقات الجرين كارد سارية المفعول لمدة عشر سنوات ويمكن تجديدها بأجراءات بسيطة.

## تاريخ البرنامج
قدم قانون الهجرة الأمريكى لعام 1990 برنامج هجرة التنوع حيث يتم توفير 55 ألف تاشيرة سنويا بداية من عام 1995 في قرعة عشوائية بواسطة الحاسب الآلى. يهدف البرنامج إلى تنويع السكان المهاجرين ويستهدف الدول ذات معدل هجرة منخفض للولايات المتحدة خلال السنوات الخمس الأخيرة.
تقوم الدائرة المختصة في كل سنة باستقبال الطلبات عن طريق الموقع الرسمي لوزارة الخارجية الأمريكية المخصص للبطاقة الخضراء في الفترة المحصورة بين شهر أكتوبر وشهر نوفمبر.

## الدول المستهدفة
الدول ذات معدل هجرة مرتفع للولايات المتحدة وتحديدا الدول التي هاجر منها أكثر من 50 ألف مهاجر للولايات المتحدة خلال آخر سنوات تصبح غير مؤهلة للتقديم في برنامج هجرة التنوع. في برنامج عام 2014 والذي ينحصر في الفترة من أكتوبر 2012 وحتى سبتمبر 2014 كانت هناك 18 دولة غير مؤهلة للبرنامج: البرازيل، كندا، بنغلاديش، الصين، جمهورية الدومينيكان، كولومبيا، الإكوادور، السلفادور، هايتي، الهند، جامايكا، المكسيك، باكستان، بيرو، الفلبين، كوريا الجنوبية، بريطانيا وجميع الدول التابعة لها (بإستثناء أيرلندا الشمالية) وفيتنام
طبعا هذا هواليانصيب لكن البعض يفضل الهجرة القائمة علي نظام النقاط.

## الغش والاحتيال
تم رصد العديد من حالات الاحتيال والنصب على القرعة، مثل الإدعاء أنهم وكلاء عن القرعة أو يتم تحصيل مبالغ بحجة التسجيل فيها، أو تحصيل مبالغ بحجة أنه هذا يعزز من فرص فوزك، ليس هناك أي رسوم للاشتراك في القرعة، والطريقة الوحيدة للقيام بذلك هي عن طريق تعبئة وإرسال النموذج الإلكتروني المتوفر في موقع وزارة الخارجية الأمريكية خلال فترة التسجيل.
توجد بعض المواقع التي تساعد المشترك في ملء بياناته للتقديم في البرنامج ولكن هذا لا يساعد في زيادة احتمالية الفوز بأى شكل من الأشكل وتنبه وزارة الخارجية الأمريكية على ضرورة الحذر من هذه الخدمات وتفضيل أن يسجل الشخص بنفسه.
بعض المواقع الأخرى تقدم صفحات مزيفة تدعي الحصول على البطاقة الخضراء وتطلب تحويل مبالغ مالية إلى حسابات غير رسمية أو ترسل رسائل بريد إلكترونى لأشخاص بطريقة عشوائية بغرض النصب والاحتيال.

## راجع أيضا
- البطاقة الزرقاء (الاتحاد الأوروبي)

## وصلات خارجية
- الموقع الرسمي
- تعليمات التقديم لبرنامج تأشيرة هجرة التنوع  نسخة محفوظة 9 نوفمبر 2006 على موقع واي باك مشين.
- صفحة معلومات وإحصائيات برنامج القرعة على موقع وزارة الخارجية الأمريكية